# إمداد ينبوع
إمداد الينبوع أو تزويد الينبوع هو تموين أنابيب من شبكة مياه عذبة لعدد من المستهلكين مباشرةً من ينبوع مائي طبيعي. والينابيع كمصدر للمياه الجوفية تحتوي أغلب مركبّاتها على عدد قليل من المايكروبات كالجياردية والكريبتوسبوريديوم وكذلك من الملوّثات الكيميائية مقارنة بالمياه السطحية. حيث أن النقطة التي تصل فيها المياه الجوفية للسطح تكون فيها عرضةً للتلوّث، وبالتالي فيجب أن تُحمى بإنشاء صندوق ينبوع. وغالباً ما يُسوّر بسور لإبقاء الحيوانات بعيداً، بالإضافة إلى بعض الميزات الأخرى في بعض الينابيع كإنشاء حفرة في أعلى نقطة ممكنة للينبوع، وغيرها. تزويد الينبوع يتراوح مدى تغطيته من الأملاك الخاصة لدى الأفراد إلى الإمدادات الضخمة التي تُدار من قبل شركات مياه وتخدم مجتمعات كاملة. وكأي مصدر مائي، فإن مصدر ماء الينبوع قد يكون بحاجة إلى معالجة حتى يصل إلى معايير القابلية للشرب. والطريقة اللازمة لفعل ذلك قد تختلف حسب كمية الملوّثات، ولكنها غالباً ما تحتوي على مصفاة للرمل ووحدات ضبط مستوى الرقم الهيدروجيني والأشعة فوق البنفسجية.

## دول
في المملكة المتحدة، أكثر من نصف مليون شخص يعيش أو يعمل في منشئات أو مباني تعتمد على مصدر ماء خاص كالينبوع.